# Хизанишвили, Зураб Нодарович
Зура́б Нода́рович Хизанишви́ли (груз. ზურაბ ნოდარის ძე ხიზანიშვილი; 6 октября 1981, Тбилиси, Грузинская ССР) — грузинский футболист, защитник, тренер. Сын советского футболиста Нодара Хизанишвили.

## Карьера

### Клубная
Хизанишвили начинал карьеру в составе тбилисских клубов «Динамо», ФК «Тбилиси» и «Локомотив». В марте 2001 подписал контракт с шотландским клубом «Данди» после неудачных переговоров с английскими клубами «Арсенал», «Фулхэм», «Вест Хэм».
В июне 2003 Хизанишвили перешёл в «Рейнджерс», а 31 августа 2005 был отдан в аренду в английский «Блэкберн Роверс», с которым 10 апреля 2006 подписал постоянный контракт. 17 сентября 2009 года был отдан в аренду на три месяца клубу «Ньюкасл Юнайтед». В июне 2011 года перешёл в турецкий «Кайсериспор». В 2011 году был на просмотр в ПФК Александрия, однако контракт не подписал.

### В сборной
С 1999 года выступал в составе сборной Грузии.

### Личная жизнь
Женат на грузинской модели Саломэ Гвиниашвили, у пары трое детей.